# Konradov statut
Konradov statut (češko Statuta Konrádova, latinsko Iura Conradi ali Iura ducis Ottonis) je najstarejši znani češki zakonik, ki ga je izdal vojvoda  Konrad II. Oton okoli leta 1189 na dvornem zboru v Sadski. Zakonik je urejal položaj češke vojske, ji dajal številna gospodarska jamstva in veljal za vse češke dežele.
Konrádov statut je bil izdan v treh različicah za tri regije: Znojmo, Brno in Břeclav. Za Břeclav je statut  izdal fevdalni knez Oldřich, za Brno in Znojmo pa Otakar I. Přemysl.  Znojmska različica je v različici iz leta 1222 ohranjena v prepisu iz 14. stoletja. Brnska in břeclavska različica sta ohranjeni v različici iz leta 1229 oziroma 1239.
Statut jo kompromis med monarhom in plemstvom, ki v določenih smereh krepi monarhovo oblast (sodstvo in uprava), v drugih pa se umika plemstvu (npr. večji delež v vladi). Nanj so vplivali kanonsko, rimsko in nemško pravo. Napisan je v latinščini.

## Vsebina
Statut je določil, da je premoženje podložnikov postalo dedno in s tem sprožil  razvoj domačega fevdalnega prava. Dedna pravica je bila priznana tudi ženskam: če pokojni ni imel nobenega moškega dediča, so lahko dedovale njegove hčere, ne pa tudi njegova vdova. Nadalje je statut določal, da so sodne obravnave izključno v dopoldanskih urah in sodnik nikoli ne sme soditi sam. Po Konradovem statutu plemiču ni bilo mogoče soditi, lahko pa je zastopal svojega podložnika. Konradov statut je urejal tudi uporabo nekaterih preskušenj – z vodo, vročim železom in dvobojem. Za razliko od Břetislavovega dekreta je dovoljeval pivnice.

## Tiskana izdaja
- JIREČEK, Hermenegild. Codex juris Bohemici. Svazek I. Praga, 1867.